# 花のお江戸の釣りバカ日誌
『花のお江戸の釣りバカ日誌』（はなのおえどのつりバカにっし）は、1998年12月23日公開の日本映画。釣りバカ日誌シリーズ第12作（特別編第2作）。
現代の建設会社を描いたシリーズ本編とは違い、幕末の江戸と庄内藩を舞台として登場人物の先祖（ナレーションの説明では末裔）が物語を繰り広げ、終盤に現在の浜崎と鈴木のみ登場する。
栗山富夫はシリーズ第1作から監督を務めてきたが（1994年の『釣りバカ日誌スペシャル』を除く）、本作がシリーズ最後の監督作品となり、音声もモノラル制作からステレオ制作に変更された。

## あらすじ
時は幕末。世の中が大きく変わりゆく時代に、一人釣り一筋に生きる気のいい浪人がいた。その男の名は浜崎伝助。
伝助は釣り好きが災いしてお抱えの藩をクビになり、妹・美津と長屋暮らしをしていたが、ろくに仕事もせず1人フラフラと釣りに明け暮れる毎日。長屋の家賃も払おうとしない。ある日、長屋の大家は伝助が滞納した家賃を取り立てに伝助の家へと向かうが、伝助は払う気もなく、それを申し訳なく思った美津が代わりに支払おうとするが、大家はそれを断り伝助自身に支払いを求めた。さらに、ろくに働かずに釣り三昧に明け暮れる伝助を叱り飛ばすが、伝助は堪えた様子もなくヘラヘラと笑うのであった。
ある日、いつものように夜釣りに出かける伝助。そんな時、1人の寂しげな老人・鈴木一之助に出会う。最初はちょっとした挨拶程度に会話を始めた二人だったが、やがてお互い釣り好きである事が興じ、意気投合。まるで古くからの友人のように共に楽しい時間を過ごした。実は、一之助の正体は庄内藩の江戸家老だったのだ。一之助はこの日、夜遅くまで仕事をしていたが、奥女中の小浪に気分転換に釣りでもどうかと勧められ、用心棒の数馬を引き連れて夜釣りにやって来たのだった。帰る方向が同じだった事もあり、伝助たちは一緒に夜道を帰る事に。だが、その途中伝助が強張った表情で一之助を引き留めた。暗闇に紛れて人相の悪い2人の侍が一之助を襲おうと隠れていたのを伝助が見破ったのだった。一之助と数馬には辺りが暗くて見えなかったが、伝助は家にろくな食料がなく普段自分が釣った栄養価の高い魚ばかり食べていたので、人一倍視力には優れており、そのおかげで侍たちを倒し、無事帰宅するのであった。伝助は一之助たちを家に上げると、美津は熱燗などを作りおもてなしをする。
翌日、美津に促され渋々士官の職を求め面接へ出かける伝助。士官希望者は数百人にも上り、採用されるのは僅か2・3人程度であった。伝助も面接に挑むが、仕事に活かせるような特技もなく、終始ふざけた受け答えをする伝助に面接官は怒り心頭。その様子をこっそり見ていた一之助は伝助の人柄を評価し採用を決める。ところが、やはり何をやってもミスが多くダメな伝助。だが、同僚たちからは気に入られており、ミスを庇う者までいた。そんなある日、伝助は仕事をサボって庭の池で釣りをしていると、小浪と出会う。釣りの話となるとまるで人が変わったように活き活きと話し始める伝助に小浪はすっかり興味津々。すると伝助を探していた組頭に見つかりそうになり、小浪は慌てて伝助を部屋に匿った。やがて伝助は小浪の優しさと気の強さに一目惚れをしてしまう。
一方、伝助と一之助はその後も夜釣りをする間柄となった。一之助は当初伝助には自らの身分を隠していたが、ある日、かつて自分がおこなった改革によって恨みを買った後藤主水乃介の長男・忠兵衛の目論見により、家老の座を解任される事になり、家臣たちに別れを告げた際、伝助も初めて一之助が家老であったことを知る。一之助は殿に真意を聞くために庄内に帰る事を決め、数馬と伝助を引き連れて行くが、夜道を歩いていると忠兵衛の手下である5人の侍によって危機に晒されるも、伝助の夜目が功を奏し、侍たちを倒し、見事に危機を救った。鶴岡城に着くと、殿に会い忠兵衛たちの悪巧みを打ち明け後藤親子を失脚させると共に、見事家老の座に返り咲いた。話が終わると、殿は一之助たちに魚拓を披露し、同行していた伝助も恐れをなしながらも殿に釣りの指導を受ける事に。やがて、江戸に戻った一之助一行は今回の伝助の功績を称え家臣たちと協議し、伝助を出世させる事とするが、伝助は身分不相応だと断る。欲のない伝助に一之助は「ご褒美として何か欲しいものを与えるから」と聞くと、伝助は小浪を嫁にしたいと答えた。一之助は小浪を呼び伝助の想いを伝えると、小浪も伝助の事が好きだったようで、求婚を受け入れ、めでたく結ばれるのであった。その後、伝助と小浪との間には沢山の子宝に恵まれた。
そして、明治・大正・昭和・平成と時は流れ、彼らの子孫（末裔）なるハマちゃん・スーさんの釣りバカコンビ二人が今日も仲良く競い合いながら釣りを楽しむ姿があった。

## キャスト
- 浜崎伝助（浪人 / 人相書きの手配人） - 西田敏行
- 鈴木一之助（庄内藩江戸家老） - 三國連太郎
- 美津（伝助の妹） - 酒井法子
- 小浪（奥女中） - 黒木瞳
- 組頭（浜崎の直属上司） - 中村梅雀
- 数馬（一之助の連れ） - 山田純大
- 浪人 - ミッキー・カーチス
- 庄内藩家老 - 加藤武、竜雷太、鶴田忍、小野寺昭
- 長屋の大家 - 谷啓
- 庄内藩藩主 - 市川團十郎
- 仇討ち相手と間違われた浪人 - 上島竜兵
- ヤジを飛ばす町人 - 寺門ジモン、肥後克広
- 仇討ちをする双子（冒頭の寸劇シーン） - 三倉茉奈・三倉佳奈
- ナレーション:笹野高史

## スタッフ
- 監督 - 栗山富夫
- 原作 - やまさき十三（作）、北見けんいち（画）（小学館「ビッグコミックオリジナル」連載）
- 脚本 - 山田洋次、朝間義隆
- プロデューサー - 瀬島光雄、中川滋弘、佐生哲雄
- 音楽 - 和田薫
- 撮影 - 藤原三郎
- 美術 - 倉橋利昭
- 美術監督 - 西岡善信
- 編集 - 園井弘一
- 照明 - 中島利男
- 録音 - 中路豊隆
- 助監督 - 小笠原佳文
- 製作主任 - 高坂光幸

## ロケ地
- 山形県鶴岡市

## 地上波放送履歴
| 回数  | テレビ局   | 番組名             | 放送日         |
| ----- | ---------- | ------------------ | -------------- |
| 初回  | フジテレビ | ゴールデン洋画劇場 | 1999年12月11日 |
| 2回目 | フジテレビ | プレミアムステージ | 2006年1月21日  |